# کاروانسرای اعلایی
کاروانسرای اعلایی مربوط به دوره متاخر اسلامی اواخر دوره قاجار است و در تفت، میدان شاه ولی واقع شده و این اثر در تاریخ ۲۲ آبان ۱۳۸۶ با شمارهٔ ثبت ۱۹۸۸۵ به‌عنوان یکی از آثار ملی ایران به ثبت رسیده است.